# Ramones

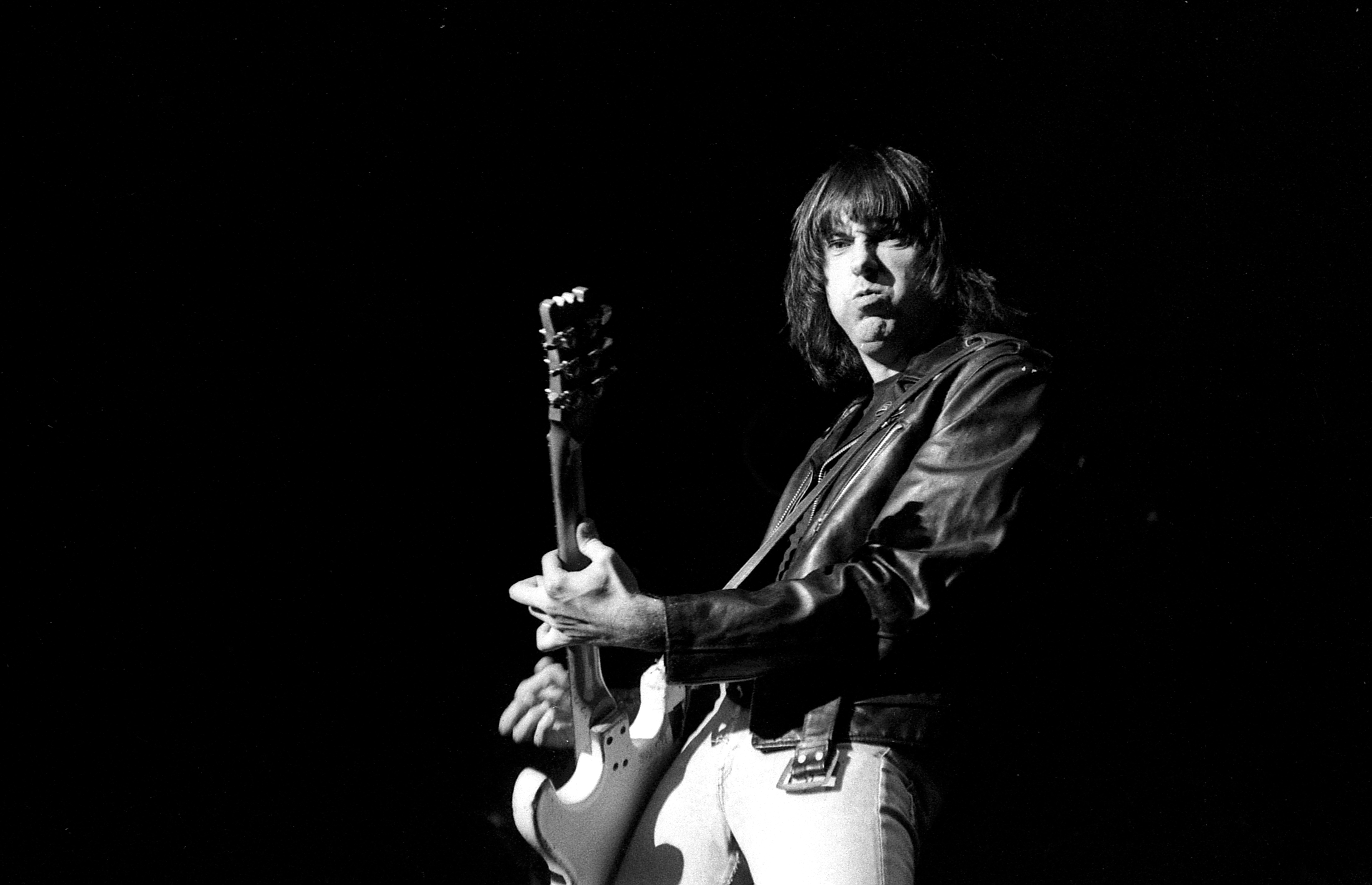
Johnny Ramone in Japan

De Ramones waren een punkband uit New York, opgericht in 1974. De band wordt regelmatig aangemerkt als de eerste punkrockgroep. Ondanks dat het commerciële succes beperkt bleef, heeft de band een enorme invloed gehad op de ontwikkeling van punkrock in de Verenigde Staten en misschien nog wel meer in het Verenigd Koninkrijk. In Berlijn bevindt zich het Ramones-Museum.

## Biografie
De Ramones ontstonden toen drie jonge mannen uit Queens een groep oprichten: John Cummings, Douglas Colvin en Jeffrey Hyman. Ze noemden zich de Ramones, naar het pseudoniem Paul Ramon, dat Paul McCartney weleens gebruikte. “Johnny” speelde gitaar. Douglas, die zich “Dee Dee” noemde, nam de bas en zang voor zijn rekening. Jeffrey, die “Joey” werd genoemd, bespeelde de drums. Toen bleek dat Dee Dee niet tegelijk bas kon spelen en zingen nam Joey de rol van zanger over. Tamás Erdélyi, een vriend van John Cummings die oorspronkelijk als adviseur was aangetrokken, nam de taak van drummer over. Hij noemde zich “Tommy Ramone”. Alle leden van het eerste uur en ook latere leden van de band adopteerden het pseudoniem Ramone, alhoewel ze geen familieband hadden.
In 1976 brachten de Ramones hun eerste album uit, kortweg Ramones geheten. Op de hoes stond het advies: PLAY LOUD. Ramones is een kort maar krachtig album dat songs bevat die ontdaan zijn van alle mogelijke ballast. De opvolger Leave Home is bijna identiek maar iets verfijnder. In 1977 bracht de groep Rocket to Russia uit, door velen gezien als hun beste album. Door hun punkimago werden ze echter weinig gedraaid op de radio. Kort daarop verliet Tommy de Ramones. Hij verkoos een job in de studio in plaats van intensief op tournee te gaan. Hij werd vervangen door Mark Bell, die de naam Marky Ramone kreeg. De groep bracht nagenoeg jaarlijks een album uit en was constant op tournee over de wereld.
De Ramones bouwden vooral een stevige livereputatie op, met kenmerkende slogans als "Gabba Gabba Hey" en "Hey Ho, Let's Go" (van hun eerste single Blitzkrieg Bop, verschenen in 1976). Kenmerkend qua uiterlijk waren de zwarte leren jasjes, gescheurde jeans en gympen, en Joeys slungelachtige onbeweeglijkheid tijdens het spelen - in tegenstelling tot de wijdbeense explosiviteit van Johnny en Dee Dee.
Een commercieel hoogtepunt kende de groep na hun medewerking aan de film Rock 'n' Roll High School. Het gelijknamige nummer is hun enige vermelding in de Nederlandse en Belgische hitlijsten.
In 1983 was het drankprobleem van Marky Ramone zo groot dat hij zelfs niet opdook voor een optreden. Hij werd direct aan de deur gezet en vervangen door Richie. Door het uitblijven van een grote doorbraak koos de groep resoluut voor een hardere stijl. Op 'Too Tough To Die' hoor je een donkere Ramonesplaat. Op de plaat zijn hardcorenummers en een instrumentaal nummer te horen. Op het podium bleven ze overtuigen met een tempo dat door Richie stevig werd opgedreven.
In 1987 verliet Richie spontaan de groep. Hij vond dat hij behandeld werd als een ingehuurde drummer in plaats van een volwaardig lid van de groep. Voor de twee overige optredens haalden de overgebleven Ramones Clem Burke binnen. Hij is een oude bekende voor de Ramones uit de tijd dat ze nog geregeld optraden in CBGB in New York met o.a. Blondie. De optredens met Clem waren een ramp en aangezien Marky Ramone zijn drankprobleem onder controle had werd hij terug binnengehaald.
Joey Ramone was iemand die zeer gevoelig was en het feit dat zijn vriendin hem verliet voor Johnny heeft hij nooit echt kunnen verwerken. Hierdoor ontstond een spanning in de groep die nooit ophield. De drugsproblemen van bassist Dee Dee waren ook problematisch maar gelukkig kon Johnny hem overtuigen om steeds nuchter op het podium te stappen. Eind jaren 80 begon Dee Dee zich echter meer en meer als rapper te gedragen, tot groot ongenoegen van Johnny. Vooral de fluo basgitaar en het korte haar pasten volgens Johnny niet meer bij het imago van de groep. In 1989 zette Dee Dee er een punt achter en bracht als Dee Dee King een rapalbum uit.

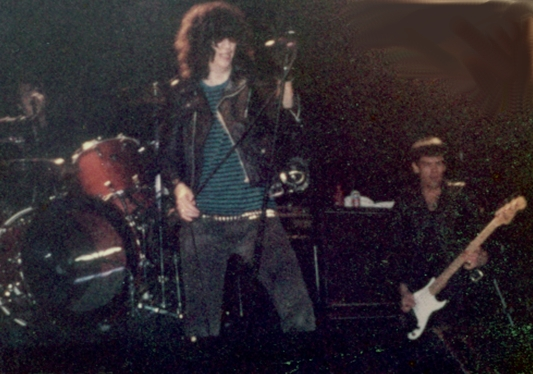
De Ramones in 1983

Hoewel Dee Dee de songwriter van de groep was, beslisten de Ramones er niet mee te kappen en ze gingen op zoek naar een jonge bassist. Ze vonden een marinier die als C.J. Ramone de rol van Dee Dee kon overnemen. C.J. gaf de Ramones een jonger imago en zo bleef de bezetting tot 1996. Dan zetten ze er finaal een punt achter.
De band kende een wisselende bezetting, met Joey Ramone en Johnny Ramone als vaste waarden. In 2001 overleed zanger (en boegbeeld) Joey Ramone aan lymfeklierkanker, en in 2002 overleed Dee Dee Ramone, die de groep in 1989 had verlaten aan een overdosis heroïne. In juni 2004 werd bekend dat Johnny Ramone leed aan uitgezaaide prostaatkanker. In september van dat jaar overleed hij aan de gevolgen hiervan. In juli 2014 overleed Tommy Ramone, eveneens aan de gevolgen van kanker.
De Ramones zetten in 1996 een punt achter hun carrière. Tijdens hun 22 jaar durende carrière hadden ze 2263 optredens over de hele wereld. Nooit hebben ze een comeback hoeven te maken, want ze waren er steeds. Hun laatste wapenfeit is de "Adios amigos"-tour. Hun afscheidsconcert in België vond plaats in het cultureel centrum in Bissegem.
In de Duitse hoofdstad Berlijn bevindt zich sinds 2005 het Ramones-Museum.

## Leden

### Laatste samenstelling
- Joey Ramone (Jeffrey Hyman) – zang (1974–1996; overleden in 2001)
- Johnny Ramone (John Cummings) – gitaar (1974–1996; overleden in 2004)
- Marky Ramone (Marc Bell) – drums (1978–1983, 1987–1996)
- C.J. Ramone (Christopher Ward) – basgitaar, achtergrondzang (1989–1996)

### Voormalige leden
- Dee Dee Ramone (Douglas Colvin) – basgitaar, achtergrondzang (1974–1989; overleden in 2002)
- Tommy Ramone (Thomas Erdelyi) – drums (1974–1978; overleden in 2014)
- Richie Ramone (Richard Reinhardt) – drums (1983–1987)
- Elvis Ramone (Clem Burke) – drums (1987)

## Kenmerken en stijl
Kenmerken van de Ramones zijn ongetwijfeld de outfits en de snelle songs die zonder tussenpauze werden gebracht. Ook opmerkelijk is dat Johnny zijn hele carrière op Mosrite-gitaren speelde, waarvan het witte exemplaar 17 jaar meeging. Zijn eerste gitaar kocht hij voor 50 dollar in New York.

## Discografie
- Ramones (1976, studioalbum)
- Ramones Leave Home (1976, studioalbum)
- Rocket to Russia (1977, studioalbum)
- Road to Ruin (1978?, studioalbum)
- Rock 'n' Roll High School (1979, soundtrack)
- It's Alive (1979, livealbum, alleen in het Verenigd Koninkrijk)
- End of the Century (1980, studioalbum geproduceerd door Phil Spector)
- Pleasant Dreams (1981, studioalbum)
- Subterranean Jungle (1983, studioalbum)
- Too Tough to Die (1984, studioalbum)
- Animal Boy (1986, studioalbum)
- Halfway to Sanity (1987, studioalbum)
- Ramones Mania (1988)
- Brain Drain (1989)
- Loco Live (1992, livealbum)
- Mondo Bizarro (1992, studioalbum)
- Acid Eaters (1994, coveralbum)
- Adios Amigos (1995, studioalbum)
- We're Outta Here (livealbum van hun laatste optreden)
- Anthology

### NPO Radio 2 Top 2000
| Nummers met noteringen in de NPO Radio 2 Top 2000 | '00 | '01 | '02 | '03 | '04 | '05  | '06  | '07  | '08 | '09  | '10  | '11  | '12 | '13 | '14 | '15  | '16  | '17  | '18  | '19  | '20  | '21  | '22  | '23  | '24  |
| ------------------------------------------------- | --- | --- | --- | --- | --- | ---- | ---- | ---- | --- | ---- | ---- | ---- | --- | --- | --- | ---- | ---- | ---- | ---- | ---- | ---- | ---- | ---- | ---- | ---- |
| Blitzkreig Bop                                    | -   | -   | -   | -   | -   | -    | -    | -    | -   | -    | -    | -    | -   | -   | -   | -    | 1057 | 1110 | 1333 | 1485 | 1695 | 1631 | 1889 | 1860 | 1854 |
| Rock 'n' Roll High School                         | 762 | 993 | 959 | 843 | 639 | 1070 | 1212 | 1102 | 971 | 1189 | 1319 | 1321 | 879 | 993 | 914 | 1307 | 1702 | 1933 | -    | -    | -    | -    | -    | -    | -    |

1. ↑  Een '-' betekent dat het nummer niet was genoteerd en een vetgedrukt getal geeft de hoogste notering van een nummer aan.
2. ↑  2000 was het eerste jaar met een notering voor Ramones.